# Sary Achug
Sary Achug (en azéri : Sarı Aşıq Abdulla, né en 1605 dans le village de Garadagli, dans l’Empire séfévide, et mort en 1645, au Karabakh) est un achug et poète azerbaïdjanais du XVIIe siècle, l'un des représentants les plus brillants de la littérature azerbaïdjanaise de cette époque.

## Lieu d'habitation
Sari Ashug est né dans le village de Garadaghli, qui existait aux XVIIe – XIXe siècles sur la rive droite de la rivière Hakari, près du village de Gulabird, région de Lachin, et est enterré sur le territoire de l'actuel village de Gulabird. Hasanali khan Garadaghi donne les premières informations sur Sari Ashig. Selon ces informations, la critique littéraire azerbaïdjanaise est redevable à Hasanali khan Garadaghi pour les bayati et les vers de Sari Ashig.

## Musée mémorial
En 1989, le musée mémorial du maître des bayati (une sorte de poème azerbaïdjanais créé par le peuple) Sari Ashiq est ouvert dans le village de Gulabird de la région de Latchin. À cette époque, un total de 150 objets rappelant Sari Ashiq sont remis au musée. Le monument de Sari Ashiq y est érigé.
L'activité principale du musée était de préserver des bayatis mémorisés, paroles de Sari Ashiq, originaire du village de Gulabird, et de les transmettre aux générations futures.
Lors de l'occupation de la région de Lachin en 1992, le bâtiment du musée et près de 200 objets exposés ont été détruits et pillés.